# Coupe de Belgique masculine de handball 1990-1991
Navigation
Édition précédente Édition suivante
La Coupe de Belgique masculine de handball de 1990-1991 fut la 27e édition de cette compétition organisée par l'Union royale belge de handball (URBH)

## Phase finale

### Seizième de finale
| Club                           | Résultat | Club                    | Lieu         |
| ------------------------------ | -------- | ----------------------- | ------------ |
| HC Chapelle                    | 20-36    | RPSM                    | Chapelle     |
| HC Eynatten                    | 21-20    | JS Athénée Montegnée    | Raeren       |
| Union beynoise                 | 27-17    | Sporting Kraainem 1972  | Beyne-Heusay |
| HC Raeren 76                   | 16-18    | Sporta Evere            | Raeren       |
| KTSV Eupen 1889                | 21-17    | UHC Liège               | Eupen        |
| HC La Fraternité Verviers      | 25-27    | ROC Flémalle            | Verviers     |
| AA Vottem                      | 17-16    | Jeunesse Jemeppe        | Herstal      |
| Stenant                        | 20-19    | HK Waasmunster          | ?            |
| Lebbeke                        | 19-20    | HV Uilenspiegel Wilrijk | Lebbeke      |
| Aalst                          | 16-24    | Apolloon Kortrijk       | Alost        |
| résultat et adversaire inconnu |          |                         |              |
| résultat et adversaire inconnu |          |                         |              |
| résultat et adversaire inconnu |          |                         |              |
| résultat et adversaire inconnu |          |                         |              |
| résultat et adversaire inconnu |          |                         |              |
| résultat et adversaire inconnu |          |                         |              |

### Huitièmes de finale
- : Tenant du titre

| Club              | Résultat | Club                    | Lieu     |
| ----------------- | -------- | ----------------------- | -------- |
| Jeunesse Jemeppe  | 23-28    | Olympia Heusden         | Seraing  |
| Sporting Neerpelt | ?-?      | Union beynoise          | Neerpelt |
| Comma RPSH        | ?-?      | HV Uilenspiegel Wilrijk | ?        |
| HC Eynatten       | ?-?      | HC Herstal              | Raeren   |
| Sporta Evere      | 27-29    | Initia HC Hasselt       | Evere    |
| ROC Flémalle      | ?-?      | Apolloon Kortrijk       | Flémalle |
| KTSV Eupen        | 16-18    | Olse Merksem HC         | Eupen    |
| Stenant           | ?-?      | HC Kiewit               | ?        |

### Quarts de finale
- : Tenant du titre

| Club                                                                              | Résultat | Club | Lieu |
| --------------------------------------------------------------------------------- | -------- | ---- | ---- |
| résultat et adversaire inconnu, Olympia Heusden vainqueur, car en demi-finales.   |          |      |      |
| résultat et adversaire inconnu, HC Herstal vainqueur, car en demi-finales.        |          |      |      |
| résultat et adversaire inconnu, Initia HC Hasselt vainqueur, car en demi-finales. |          |      |      |
| résultat et adversaire inconnu, Olse Merksem HC vainqueur, car en demi-finales.   |          |      |      |

### Demi-finales
- : Tenant du titre

| Club            | Résultat | Club              | Lieu    |
| --------------- | -------- | ----------------- | ------- |
| Olse Merksem HC | 23-28    | Initia HC Hasselt | Anvers  |
| HC Herstal      | 30-19    | Olympia Heusden   | Herstal |

### Finale
- : Tenant du titre

| 18 mai 1991 19h00 | Initia HC Hasselt            | 26 - 23 | HC Herstal       | Herstal, La Ruche |
| 18 mai 1991 19h00 | Artur Lipka 10               | (11-12) | Joseph Delpire 7 | Herstal, La Ruche |
| 18 mai 1991 19h00 | Rapport (archives lesoir.be) |         |                  | Herstal, La Ruche |

## Vainqueur
| Coupe de Belgique de handball 1990-1991 Initia HC Hasselt 3e titre |